# Instytut Transportu Samochodowego
Instytut Transportu Samochodowego (ITS) – polski instytut badawczy z siedzibą w Warszawie, prowadzący badania naukowe i prace rozwojowe dotyczące transportu samochodowego.
Powstał w 1952 na mocy zarządzenia Ministra Transportu Drogowego i Lotniczego z dnia 25 września 1951 w sprawie utworzenia Instytutu Transportu Samochodowego. Podlega Ministerstwu Infrastruktury i Budownictwa. 
Dyrektorem instytutu od 2013 jest dr hab. inż. Marcin Ślęzak.